# Lamba (peuple de la république démocratique du Congo et de Zambie)
Pour les articles homonymes, voir Lamba.
Ne doit pas être confondu avec Lamba (peuple du Togo).
Les Lamba sont une population bantoue d'Afrique centrale et australe vivant à l'extrême sud-est de la République démocratique du Congo, également de l'autre côté de la frontière en Zambie.

## Ethnonymie
Selon les sources et le contexte, on observe différentes formes : Balamba, Chilamba, Ichilamba, Lambas.

## Langue
Leur langue est le lamba, une langue bantoue dont le nombre de locuteurs était estimé à 219 000 en Zambie en 2006.